# Северная диалектная зона
Се́верная диале́ктная зо́на — одна из диалектных зон русского языка, охватывающая значительную часть территории северного наречия за исключением её юго-восточной части (где локализуются говоры Костромской группы), а также занимающая большую часть территории западных среднерусских говоров, исключая южные районы Псковской группы и Селигеро-Торжковских говоров.

## Особенности размещения диалектной зоны
Языковые явления северной зоны группируются в два различных по охвату ареала, выделенные двумя пучками изоглосс. Близко расположенные друг к другу пучки изоглосс в их протяжении с востока к центральной части, начинают значительно расходиться в своих западных отрезках. Сходством языковых комплексов двух пучков изоглосс является то, что они включают в себя все говоры северного наречия кроме Костромской группы, а их отличием является то, что языковой комплекс I пучка изоглосс северной диалектной зоны охватывает большую часть территории западных среднерусских говоров, продвигаясь значительно на запад и юго-запад, а изоглоссы II пучка характеризуют только группы говоров северного наречия. Таким образом, особенностью западных среднерусских говоров является отсутствие в них диалектных явлений II пучка изоглосс, а особенностью говоров Костромской группы является отсутствие в ней всех диалектных явлений северной зоны (в отличие от других говоров северного наречия). Совмещение изоглосс I и II пучка разграничивает ареалы Вологодской и Костромской групп говоров, усиливая их обособление друг от друга в пределах восточной части говоров северного наречия. Изоглоссы северной зоны, пересекаясь с изоглоссами северо-западной и юго-западной диалектных зон, занимают территорию распространения западных среднерусских говоров. Северная диалектная зона включает в себя все периферийные говоры северного наречия и почти не охватывает говоры, которые с севера примыкают к говорам центрального типа.

## Языковые черты диалектной зоны
Территорию распространения групп говоров, входящих в северную диалектную зону, составляет совмещение небольшого числа ареалов языковых явлений. Северная зона полностью охватывает северо-западную зону и накладывается на северные части западной и северо-восточной диалектных зон, таким образом разделяя большинство их языковых черт в своих западных и восточных частях. Северная зона не включает в свой состав большую часть говоров центрального типа, расположенных в северном наречии, исключая окраинные ареалы некоторых языковых явлений.

### I пучок изоглосс
К числу основных диалектных явлений I пучка изоглосс относят такую наиболее известную и устойчивую черту северных русских говоров как распространение слов баско́й, ба́ский, баско́, баса́ (красивый, красиво, красота). Среди других диалектных явлений отмечаются: Произношение с мягкими согласными н'  и с'  прилагательных с суффиксами -ск-: же́[н']ский, ру́[с']ский и т. п. (в центральной части северной зоны распространение этого явления нерегулярно). Склонение существительного сосна с постоянным ударением на основе: со́сны, со́сну, со́сна. Распространение безличных предложений с главным членом — страдательным причастием и объектом в форме винительного пад.: всю карто́шку съе́дено (см. изоглоссу на карте). Распространение слов: паха́ть (подметать пол), жи́то (ячмень), ципля́тница, ципляту́ха, ципляти́ха (наседка), словоформы свекро́вка и др.

### II пучок изоглосс
Среди диалектных явлений II пучка изоглосс отмечаются: Употребление именительного пад. существительных жен. рода с окончанием -а в качестве прямого дополнения при инфинитиве: пошёл ко́сить трава́, копа́ть карто́шка и т. д. Распространение словоформы дерев’о́н (родительный пад. мн. числа) (также эти две черты в виде островных ареалов распространены в говорах Гдовской группы). Распространение конструкций с повторяющимся словом да при однородных членах предложения: прополо́ли карто́шку да, све́клу да, лук да (см. изоглоссу на карте). Употребление формы родительного пад. имени при главном члене, являющемся спрягаемой формой глагола: есть у нас таки́х пе́сен. Распространение следующих слов: пару́ха, пару́нья (наседка), мураши́ (муравьи) и др.